# Mouvement islamique d'Ouzbékistan
Le Mouvement islamique d'Ouzbékistan (MIO ; en ouzbek Ўзбекистон Исломий Ҳаракати, O'zbekiston Islomiy Harakati) est une organisation militaire clandestine d'inspiration islamique dont le but est d'installer un régime théocratique en Ouzbékistan et de faire de la charia la base du droit de ce pays.
L'organisation est placée sur la liste officielle des organisations terroristes du Canada, des États-Unis, de l'Australie, du Royaume-Uni, du Kazakhstan et de la Russie. Elle est considérée par l'ONU comme proche d'Al-Qaida et à ce titre sanctionnée par le Conseil de sécurité des Nations unies.
Le MIO draine des troupes de toute l'Asie centrale : Pakistan, Afghanistan, Tadjikistan, Kirghizstan, Ouzbékistan et même du Xinjiang, province occidentale chinoise.

## Idéologie
Historiquement, l'Asie centrale n'a été morcelée en pays aux frontières arbitraires qu'à partir de l'époque socialiste. Les revendications du MIO ont ainsi peu à peu évolué en demandant un régime théocratique, non seulement en Ouzbékistan, mais dans toute l'Asie centrale à travers une nouvelle organisation plus large, le Mouvement islamique d'Asie centrale (MIAC), très discret, qui souhaite renouer avec l'ancien khanat de Boukhara.
Les 31 juillet et 6 août 2015, le Mouvement islamique d'Ouzbékistan publie deux vidéos dans lesquelles il annonce prêter allégeance à l'État islamique,.

## Mode opératoire
Son activité principale a longtemps été de lancer des raids depuis les pays limitrophes vers la vallée ouzbèke de la Ferghana d'où sont originaires les deux chefs du MIO.
Plus récemment, outre ces raids, le MIO utilise d'autres techniques : prise d'otages étrangers en Ouzbékistan. Ainsi plusieurs alpinistes, dont un Japonais, ont été capturés  en août 1999 et attentats dans la capitale Tachkent (mars 1999, mars et juillet 2004).

## Histoire

### Débuts de la lutte en Ouzbekistan et Tadjikistan
Le MIO a probablement été fondé par Juma Namangani et Tohir Yo‘ldosh en août 1998, lors de retour de la guerre civile au Tadjikistan, dans le but de créer une opposition islamique militante à Islam Karimov en Ouzbekistan. Namangani dirigeait les opérations militaires alors que Yo‘ldosh était responsable du discours politique et religieux.
Yoʻldosh voyage ensuite en Afghanistan et y établit des contacts avec les Talibans et Al-Qaïda, mais Namangani lui reste au Tadjikistan. Durant l'été 1999, le MIO infiltre le sud du Kirghizistan, près d'Osh puis plus tard de Batken, et se met à prendre des otages. Ainsi, plusieurs kirghizes et de nombreux étrangers sont capturés, parmi eux quatre alpinistes (dont un japonais). Il s'ensuit des accrochages avec l'armée kirghize. À l'approche de l'hiver, le MIO se replie vers la vallée de Tavildara.
De nombreux combattants ouïghours, tchétchènes, ouzbeks, tadjiks, kirghizes, kazakhs, turkmènes viennent rejoindre alors Namangani.
La conséquence de ces raids fut des pressions internationales sur le Tadjikistan, notamment de la part de Karimov, pour déloger le MIO de la vallée de Tavildara. Le PRIT parvient finalement à persuader son ancien allié et ses hommes et quitter la vallée vers novembre 1999. Ainsi, ce sont près de 300 combattants avec leur famille qui, escortés par des troupes russes, rejoignent la frontière afghane où ils sont accueillis par les Talibans et relogés dans la ville de Mazâr-e Charîf.

### Export vers l'Afghanistan
Une nouvelle alliance se crée, et, en contrepartie de la liberté accordée au MIO d'opérer en Afghanistan contre le gouvernement ouzbek, Namangani et ses hommes soutiennent les Talibans contre l'Alliance du Nord. Ce dernier et Yoʻldosh se rendent ainsi fréquemment à Kandahar pour rendre visite à Oussama Ben Laden et au Mollah Omar pour négocier des armes, munitions et des soutiens financiers.
Namangani aurait ainsi recueilli plus de 20M$ de la part de Ben Laden au début de l'année 2000, ainsi que 15M$ de la part de financiers étrangers, avec lesquels il put équiper et entraîner ses troupes. Le MIO s'autofinance également grâce au commerce d'opium (selon Ralf Mutschke alors chez Interpol, 60 % des exportations d'opium afghan transitent par l'Asie centrale, et Namangani et ses hommes contrôlaient alors 60 % du marché).
En juillet 2000, Namangani retourne dans la vallée de Tavildara avec plusieurs centaines de combattants, pour y déployer à partir de là des hommes en Ouzbékistan et au Kirghizistan. D'intenses combats débutent alors au sud-est de la province de Sourkhan-Daria durant un mois avant que l'armée ouzbeke ne force le MIO à se replier dans les montagnes tadjikes,. Au Kirghizistan, les combattants de Namangani kidnappent dix alpinistes (dont quatre américains), finalement libérés par l'armée.
Ces incursions poussent le gouvernement des États-Unis à inscrire le MIO sur sa liste des organisations terroristes le 25 septembre 2000. À la suite de la répression du gouvernement ouzbek contre ses opposants, le MIO a été déclaré illégal et Namangani et Yoʻldosh sont la même année condamnés à mort par contumace par le gouvernement ouzbek à la suite des attentats à la bombe de Tachkent le 16 février 1999 (faisant 16 morts et 130 blessés).
Namangani retourne à sa base arrière de Mazâr-e Charîf en octobre 2000, régnant ainsi sur une troupe de 2000 combattants. Au mois de décembre, il part une nouvelle fois avec quelque 300 combattants infiltrer le Tadjikistan et la vallée de Tavildara. À la suite de nouvelles pressions internationales, le gouvernement tadjik parvient une nouvelle fois à le convaincre de repartir pour l'Afghanistan en janvier 2001, cette fois par un pont aérien conduit par des hélicoptères de transport russes. Avant son départ, il prend en mariage une seconde épouse, la fille d'un combattant tadjik tué durant la guerre civile et déjà mère de deux fils.
Le MIO reprend ses offensives à l'été 2001, en réactivant ses cellules dormantes pour attaquer deux camps militaires à la frontière tadjiko-kirghize et un émetteur de télévision à la fin juillet. Ces séries d'attaque laissent alors suggérer que Namangani (qui dirige alors entre 3000 et 5000 hommes entraînés aux côtés des talibans et combattant les forces anti-talibans lors de l'invasion américaine
) a mis en place une nouvelle structure de commandement indépendante pouvant fonctionner sans sa présence.

### Mort de Namangani puis export vers le Pakistan
Le 18 novembre 2001, à la disparition de Namangani, probablement tué dans des combats contre les troupes du général Abdul Rachid Dostom, près de Kunduz en Afghanistan, Tohir Yo‘ldosh reprend les fonctions de Namangani. Le 27 août 2009, Tohir Yo‘ldosh meurt lors d'une frappe aérienne américaine à Kanigoram au Sud-Waziristan. Il est remplacé par Abu Usman Adil, qui est tué le 29 avril 2012 dans une attaque de drone américain à Miramshah, au Nord-Waziristan. Usman Ghazi lui succède à la tête du groupe.
Depuis la chute des taliban en Afghanistan en 2001, le MIO n'a pas de base arrière connue et utilise donc des bases sporadiques au Tadjikistan et au Kirghizistan et ses membres se sont repliés au Pakistan où il est visé par les opérations militaires contre les talibans au Pakistan.
Les chefs successifs du MIO en Afghanistan ont été tués en avril 2011, le 26 mars 2012 et le 7 avril 2012 par la Force internationale d'assistance et de sécurité.